# Мадагаскар 3
«Мадагаска́р 3» (англ. «Madagascar 3: Europe's Most Wanted») — повнометражний мультфільм студії DreamWorks, світова прем'єра відбулась 6 червня 2012 року, прем'єра в Україні — 7 червня. Посідає 13-е місце у списку найкасовіших мультфільмів. Є продовженням фільмів Мадагаскар та Мадагаскар 2.

## Сюжет
Четверо головних персонажів — лев Алекс, зебра Марті, гіпопотам Глорія та жираф Мелман вирішують повернутися додому в Нью-Йорк. Для цього вони вирушають до Монте-Карло, де їхні приятелі-пінгвіни грають в казино. Влаштувавши там погром, вони втікають від поліції та від капітана Шантель Дюбуа — колекціонерки голів різноманітних звірів. Під час втечі вони потрапляють до трупи бродячих циркачів, з якими вони вирушають до Риму. Там герої розуміють, що цирк переживає не найкращі часи. Свідченням цього є їх виступ в Колізеї, що закінчився фіаско. Алекс вирішує виправити становище і допомогти цирку «Сарагоса» відродитись. Після вдалого шоу в Лондоні, герої нарешті потрапляють в Нью-Йорк. Однак, вони не раді поверненню до свого рідного зоопарку і розуміють, що цирк — їх новий дім.

## Український дубляж
| Персонаж (оригінальне ім'я)                    | Оригінальне озвучення | Український дубляж   |
| ---------------------------------------------- | --------------------- | -------------------- |
| Алекс (Alex)                                   | Бен Стіллер           | Дмитро Вікулов       |
| Марті (Marty)                                  | Кріс Рок              | Максим Печериця      |
| Ґлорія (Gloria)                                | Джада Пінкетт-Сміт    | Катерина Сергеєва    |
| Мельман (Melman)                               | Девід Швіммер         | Андрій Самінін       |
| Король Джуліан XIII Самопроголошений (Julien)  | Саша Барон Коен       | Анатолій Зіновенко   |
| Віталій (Vitaly)                               | Браян Кренстон        | Михайло Жонін        |
| Джія (Gia)                                     | Джессіка Честейн      | Інна Белікова        |
| Стефано (Stefano)                              | Мартін Шорт           | Назар Задніпровський |
| Капітан Шантель Дюбуа (Captain Chantel DuBois) | Френсіс Макдорманд    | Ірина Дорошенко      |
| Моріс (Maurice)                                | Седрік «Розважальник» | Дмитро Гарбуз        |
| Морт (Mort)                                    | Енді Ріхтер           | Сергій Малюга        |
| Шкіпер (Skipper)                               | Том МакГрат           | Дмитро Лінартович    |
| Ковальський (Kowalski)                         | Кріс Міллер           | Сергій Малюга        |
| Рядовий (Private)                              | Крістофер Найтс       | Микола Кашеїда       |
| Ріко (Rico)                                    | Джон ДіМаджіо         | Петро Сова           |
| Команданте (Comandante)                        | Ерік Дарнелл          | Олексій Вертинський  |

Фільм дубльовано студією «Le Doyen» у 2012 році.
- Перекладач і автор синхронного тексту — Олекса Негребецький
- Режисер дубляжу — Костянтин Лінартович